# Monument a Bartrina (Reus)
El Monument a Bartrina és un monument del municipi de Reus (Baix Camp) inclòs en l'Inventari del Patrimoni Arquitectònic de Catalunya.

## Descripció
És un conjunt escultòric que forma part de tota la sèrie de monuments de la ciutat. Està situat al centre de la plaça de Catalunya, en un desnivell recobert de lloses i gespa. Està format per un basament quadrat de pedra ben escairada, a sobre seu trobem una gran peanya amb volutes als peus i una sanefa ornamental, més amunt, encara a la peanya, trobem cartel·les i motius heràldics en relleu a cadascuna de les quatre cares. Aquests motius varien a cada cara, trobem l'escut de la vila i a les altres les dates de naixement i de mort del literat. La peanya és rematada per unes volutes que ens recorden a la secció d'un capitell jònic i, de fet, la zona superior d'aquesta peanya sembla un fust. El monument és coronat pel bust de J. M. Bartrina de bronze. Aquest ens mostra una gran expressivitat, el rostre remarca molt les faccions. La seva vestimenta és una visió de les costums de la societat del seu temps.

## Història
La primera pedra es va col·locar el 2 de novembre de 1919, en el marc dels actes de les festes d'octubre. La iniciativa va partir de l'Associació de la Premsa, que la presentà a l'ajuntament de 1908. L'escultor José Auqué va treballar al pedestal del monument el 1925 però el conjunt no es va inaugurar fins a l'octubre de 1927. El disseny del monument és de Pere Caselles, arquitecte municipal, el bust, de bronze, obra de Ramir Rocamora i el pedestal, de Pau Bartolí. A sota del bust, i per damunt d'un relleu amb l'escut de la ciutat hi ha una inscripció feta amb lletres de bronze que diu: «Bartrina, al poeta filósofo, su patria» i 1850 - 1880, anys del naixement i de la mort del poeta.